# Białystok Bacieczki

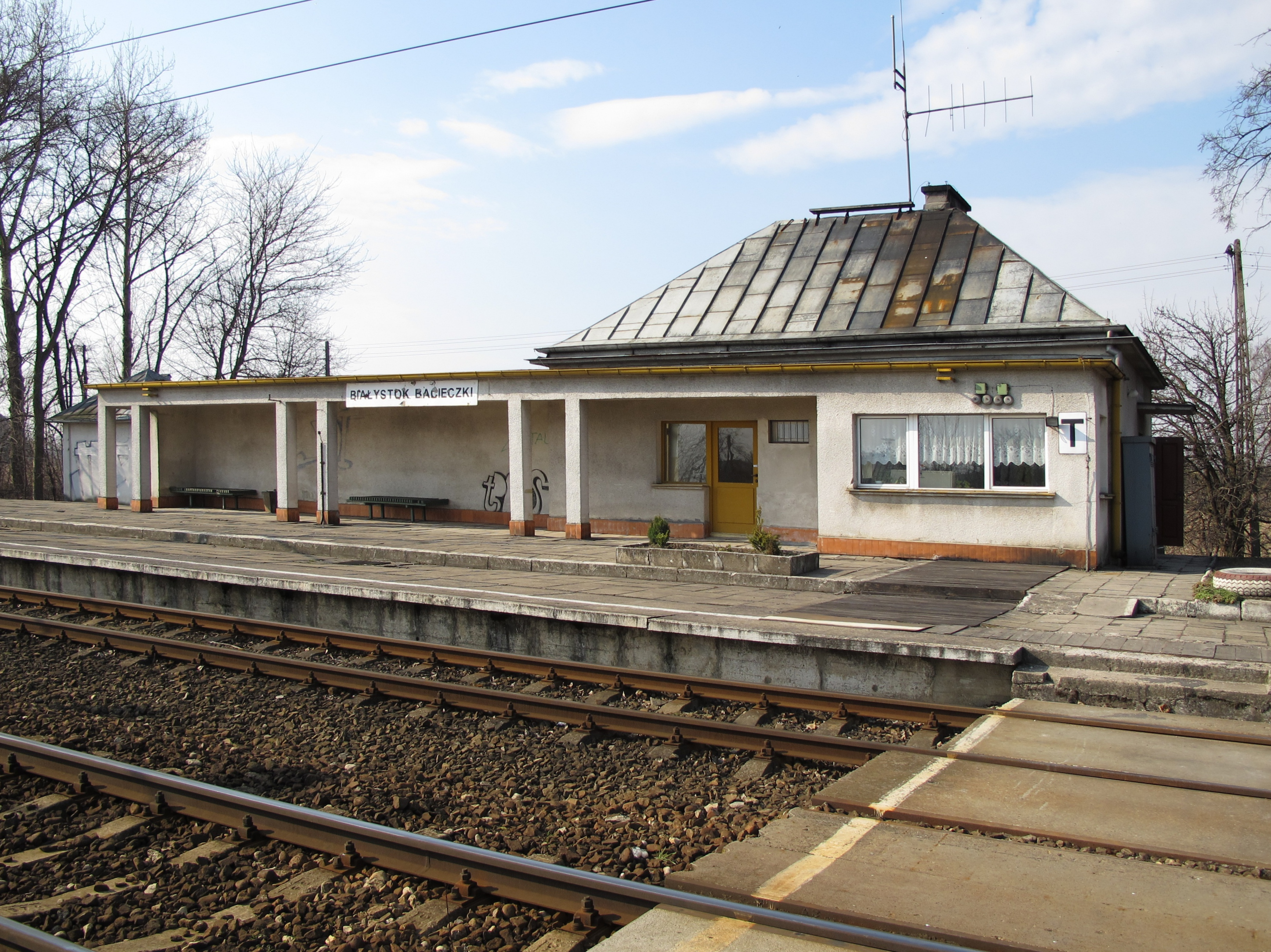
Dworzec, w którym znajduje się nastawnia dysponująca „BB”.

Białystok Bacieczki – mijanka i przystanek osobowy przy ul. Esperantystów w Białymstoku w województwie podlaskim, na linii kolejowej 38 Białystok – Głomno.

## Ruch pasażerski
| Rok  | Wymiana pasażerska na dobę |
| ---- | -------------------------- |
| 2017 | 0-9                        |
| 2022 | 0-9                        |

Zatrzymują się tam pociągi Regio. Ruch kolejowy za pomocą sygnalizacji świetlnej i urządzeń scentralizowanych oraz kluczowych ręcznych prowadzony jest przez nastawnię dysponującą BB oraz nastawnię wykonawczą BB 1, przy której znajduje się przejazd kolejowo-drogowy. Na przystanku znajduje się budynek dworca, ustęp, dwa perony. Obok przebiega częściowo rozebrana bocznica do dawnego kombinatu Fasty.
22 września 2014 roku Stowarzyszenie Sympatyków Kolejnictwa „Kolejowe Podlasie” w ramach projektu „Podlaska kolej na tak – społeczna strona kolei” uruchomiło kilkanaście bezpłatnych pociągów Regio w relacji Białystok Fabryczny – Białystok – Białystok Starosielce – Białystok Bacieczki. Połączenia były wykonywane przez Przewozy Regionalne pojazdem SA108-009.
Przystanek objęty jest ofertą taryfową „Bilet miejski”.

## Dojazd
- Dojazd zapewnia ulica Esperantystów, a także zjazdy przy wiadukcie drogowym w ciągu drogi krajowej nr 8.
- autobusami komunikacji miejskiej: 14, 18, 103 (przystanki w znacznej odległości)